# Dove Lake
Dove Lake är en sjö i Australien. Den ligger i delstaten Tasmanien, i den sydöstra delen av landet, omkring 180 kilometer nordväst om delstatshuvudstaden Hobart. Den ligger vid sjön Twisted Lakes.
I omgivningarna runt Dove Lake växer i huvudsak städsegrön lövskog. Runt Dove Lake är det mycket glesbefolkat, med 2 invånare per kvadratkilometer. Genomsnittlig årsnederbörd är 1 598 millimeter. Den regnigaste månaden är augusti, med i genomsnitt 204 mm nederbörd, och den torraste är januari, med 63 mm nederbörd.